# 歐鎧淳
歐鎧淳（英語：Stephanie Au Hoi Shun，1992年5月30日—），香港女子游泳選手兼藝人，被稱為「泳壇蔡依林」，18項香港紀錄保持者。
她曾多次代表香港參加世界性賽事，包括五次夏季奥運 （2008、2012、2016、2021、2024）、五次世界游泳錦標賽（2013、2015、2019、2022、2023）、五次世界短池游泳錦標賽（2008、2014、2018、2021、2022）、四次亞運（2010、2014、2018、2023）、兩次東亞運（2009、2013）、三次世界大學運動會（2011、2013、2015）、三次亞室運（2007、2013、2017）等。歐鎧淳為香港第一位四征奥運的游泳運動員，主項是100米背泳。

## 簡介
歐鎧淳擅長於自由泳及背泳項目。打破過香港女子長池4×100米自由泳、4×200米自由泳、4×100米混合泳接力、短池4×100米自由泳、4×100米混合泳接力、女子個人長池50米、100米、200米背泳；200米、400米、800米和1500米自由泳，及短池50米、100米、200米背泳、200米、400米、800米和1500米自由泳等紀錄，曾就讀於嘉諾撒聖心學校以及嘉諾撒聖心書院中五理科班，隸屬智社（House of Curie）。
她在香港中學會考中取得23分，於美國加州大學柏克萊分校升學期間，連續四屆代表柏克萊大學出戰NCAA大學泳賽，並協助學校取得兩屆大學冠軍。主教練是張狄勇。
歐鎧淳早年以長距離自由泳出道，年僅十五歲已是香港泳壇最灼手可熱的新星之一。及後成功轉型，把發展重心移向背泳，令職業生涯得以大幅延長。她是極少數征戰多年，兼仍能保持高水準的游泳港將。另外由於她同時擅長自由泳和背泳，所以多年來亦是港隊各項接力的鐵膽，累計十二次刷新接力港績，在六項女子接力紀錄中佔其五。

### 早年及出道
2005年7月，只有13歲的歐鎧淳首度打破香港紀錄，在第一組長池分齡游泳賽1500米自由泳以17分52秒20打破施幸余的紀錄。
2006年7月，歐鎧淳首度代表香港，主場出戰第二屆亞洲中學生游泳錦標賽，個人獨取1金1銀1銅，助港隊合奪11金15銀8銅，繼首屆稱霸後再領風騷。

### 2007年
2007年2月，歐鎧淳在第一組短池分齡游泳賽1500米自由泳游出16分59秒72，超越湯嘉珩的記錄。9月，年僅15歲的歐鎧淳在香港公開游泳錦標賽中一鳴驚人，在200米、400米、800米自由泳三達京奧參賽標準，其中在400米、800米自由泳以4分19秒18和8分50秒21兩破藍家汶的香港紀錄。10月初，她在第一組校際游泳錦標賽以58秒26和2分04秒87刷新女乙一百及二百米自由泳大會紀錄，助嘉諾撒聖心書院獲乙組季軍，總成績亦名列第四。
10月底在澳門亞室運歐鎧淳首度出戰大型綜合運動會，成功掃走三面接力金牌，個人項目也獲100米背泳銀牌和50米背泳銅牌，並聯同蔡曉慧、施幸余、韋漢娜及孫嘉兒分別以3分43秒17及4分07秒84，創短池4×100米自由泳及4×100米混合泳接力新港績。
11月，歐鎧淳在香港長池分齡游泳錦標賽先以2分02秒40把韋漢娜的200米自由泳香港紀錄收入囊中，再游出4分13秒81，推前自己保持的400米自由泳港績。12月，她在第一組短池分齡游泳賽800米自由泳游出8分41秒12，打破一代名將伍劭斌塵封十四年的記錄。憑本年度突飛猛進的成績，歐鎧淳獲頒游泳教練會最有進步女泳員及香港傑出青少年運動員。

### 2008年
2008年1月，歐鎧淳在第一組短池分齡游泳賽(第二部)400米自由泳以4分13秒93，刷新另一項伍劭斌保持近十四年的記錄。2月在第一組短池分齡游泳賽(第三部)歐鎧淳在1500米自由泳與藍家汶爭持激烈，多次交換領先位置下雙雙打破香港紀錄，但歐鎧淳略勝一籌，游出16分41秒27寫下新港績。同時在400米混合泳歐鎧淳亦創新猷，以4分52秒09改寫何擅泳的香港紀錄。
3月在香港短池分齡游泳錦標賽，歐鎧淳在400米自由泳造出4分10秒80，推前自己兩個月前創出的香港紀錄，並榮膺女子組最佳泳員獎。4月，歐鎧淳遠赴英國曼徹斯特，首度出戰世界短池游泳錦標賽，在200米自由泳以破港績的2分00秒36得第21名，800米和400米自由泳亦分別得第14和16名。此時歐鎧淳已先後擁有過八項200-1500米的長、短池港績，為伍劭斌後第一人。7月在第一組長池分齡游泳賽，歐鎧淳在1500米自由泳游出17分04秒33，以超過13秒刷新藍家汶的香港紀錄。
8月，歐鎧淳以16歲之齡代表香港參加2008年北京奥運，出戰200米、400米和800米自由泳。其中在400米自由泳游出4分14秒82位列第24，為成績最好的游泳港將，並以2分00秒85和8分41秒66打破200米及800米自由泳港績，取得第31和第29名。10月，在學界歐鎧淳榮升聖心泳隊隊長，打破100米、200米自由泳甲組紀錄，在她帶領下嘉諾撒聖心書院亦獲甲組季軍。11月歐鎧淳隨港隊出征短池游泳世界盃柏林及瑞典站，其中在柏林站800米自由泳造出8分38秒64，改寫自己一年前所創的紀錄。因應出色成績，歐鎧淳亦連續兩年獲頒香港傑出青少年運動員。

### 2009年
2009年2月在第一組短池分齡游泳賽1500米自由泳，歐鎧淳憑最後200米發力，以16分35秒88力壓同破港績的鄧穎欣，刷新自己保持的香港紀錄。5月，在第一組長池分齡游泳賽，歐鎧淳以個人最佳時間的26秒50在50米自由泳封后。7月，歐鎧淳於新加坡舉行之第一屆亞洲青少年運動會，於50米及400米自由泳分別以26秒22和4分21秒93奪得銅牌，並與江忞懿、劉彥恩、湯嘉珩合力游出4分12秒92，打破4×100米混合泳接力港績贏得銀牌。
10月，在山東濟南舉行的全運會，歐鎧淳於100米、400米、800米自由泳及兩項接力皆未能晉級。由於全運會與學界賽撞期，回港後歐鎧淳直接在決賽亮相，在200米自由泳推前去年創下的記錄至2分01秒65，其後出戰非主項的200米個人混合泳更造出2分18秒51，打破蔡曉慧所保持的2分18秒91香港紀錄，惟不敵江忞懿游出的2分17秒80屈居亞軍。在最後一年學界領嘉諾撒聖心書院守住甲組季軍及總成績殿軍。
11月，歐鎧淳在短池游泳世界盃新加坡站800米、400米自由泳賽事，分別造出8分25秒47及4分05秒83獲一銀一銅，為她首面世界盃獎牌，並同時打破自己保持的港績。12月，歐鎧淳在香港舉行之東亞運動會，於200米、400米自由泳以2分01秒67及4分14秒58兩奪銅牌。並在4×100米及4×200米自由泳接力聯同蔡曉慧、施幸余、韋漢娜及江忞懿游出3分40秒80及8分04秒86，輕鬆推前兩星期前剛在亞洲游泳錦標賽寫下的接力記錄，增添兩面銀牌。

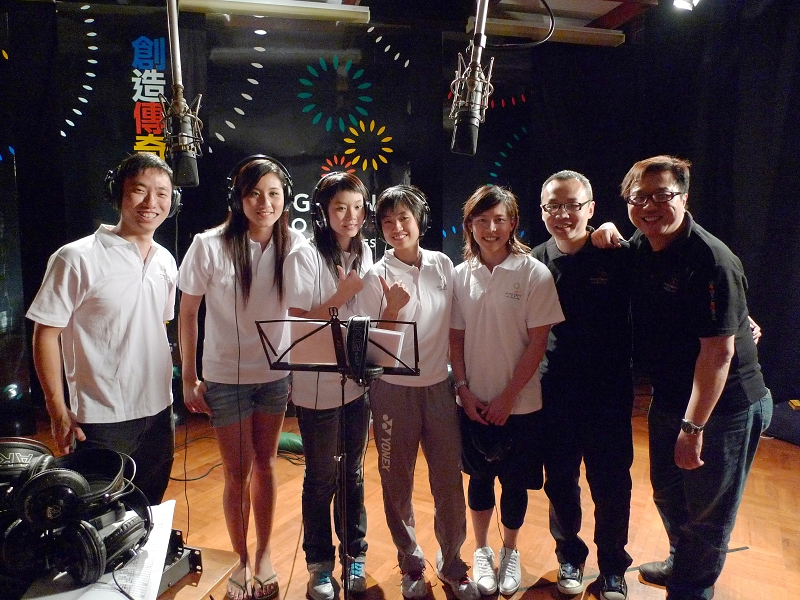
歐鎧淳（左三）與其他香港運動員合作灌錄東亞運動會主題曲。

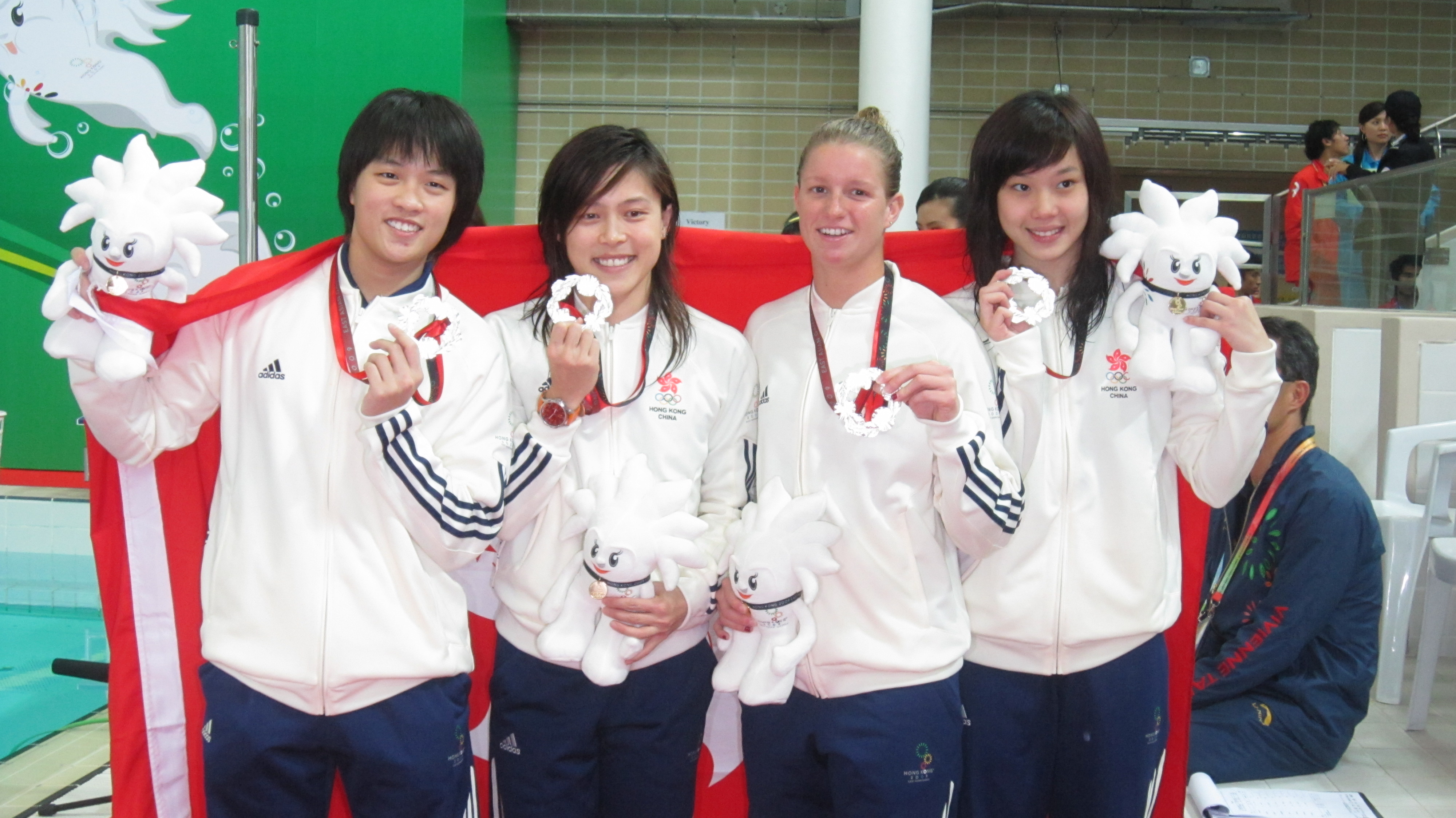
歐鎧淳（右一）與韋漢娜（右二）等隊友合作赢得東亞運動會女子4×100米自由泳銀牌。

### 2010年
2010年8月，歐鎧淳在末代會考考獲6科23分，隨即赴美國柏克萊大學升學，主修環境經濟學，接受當地的專業訓練。
11月，歐鎧淳代表香港參加廣州亞運，出戰200米、400米自由泳，分別游出2分05秒05及4分24秒33排第11，未能晉級。同時她亦參與4×100米及4×200米自由泳接力，並和于蕙婷、施幸余、韋漢娜以3分41秒17奪得4×100米自由泳接力銅牌。

### 2011年
2011年起歐鎧淳漸把重心由長距離自由泳轉向背泳，3月她協助柏克萊大學贏得NCAA美國大學D1游泳賽總冠軍，在200碼背泳以1分53秒33得第9名。4月她回港出戰奧運計時賽，於200米背泳決賽游出2分15秒28，成功達到7月上海世錦賽及奧運B標，但在100米背泳決賽因為填錯參賽表格，無緣出戰爭取達標。
7月，歐鎧淳因200米背泳達標時間不及劉彥恩，無緣世界游泳錦標賽。8月歐鎧淳赴深圳，首度參與世界大學生運動會，出戰200米、400米自由泳和100米、200米背泳，其中以100米背泳成績最好，游出1分02秒71列第16名。

### 2012年
2012年3月，歐鎧淳在NCAA美國大學D1游泳賽參加100碼、200碼背泳，其中在100碼背泳以52秒83取得第13名，泊克萊大學亦順利蟬聯總冠軍。3月底，在美國印第安納波利斯格蘭披治賽，歐鎧淳首度刷新背泳港績，連續兩日以1分01秒30和2分12秒99，在100米、200米背泳創新猷，兼達奧運B標。其後4月歐鎧淳回港參加奧運游泳計時賽，以1分01秒06再推前100米背泳香港紀錄，世界排名即時升上第22位，時間僅差奧運A標0.24秒。
6月，歐鎧淳在奧運最後達標賽100米背泳游出1分02秒64奪冠，最後憑世界排名獲倫敦奧運入場券。8月，歐鎧淳代表香港參加倫敦奧運，出戰100米、200米背泳皆表現一般，分別游出1分04秒31及2分18秒47，列第39和36位。賽後歐鎧淳坦言自己表現欠佳，對此甚為失望。

### 2013年
2013年3月，歐鎧淳第三度代表柏克萊大學出戰NCAA D1游泳賽，挑戰100碼、200碼背泳，在100碼背泳以51秒88取得第12名，亦首度獲選參與接力項目，在4×100碼混合泳接力初賽出場。惟柏克萊大學最後衛冕失敗，屈居亞軍。
6月尾，歐鎧淳代表香港參加亞洲室內暨武術運動會，於50米背泳奪得银牌，100米背泳及四項接力皆得銅牌，並在個人和4×100米混合泳項目兩破100米背泳港績，及與江忞懿、施幸余、陳健樂一起創4×100米混合泳新港績。完賽後歐鎧淳馬不停蹄趕往喀山參加世大運，在50米背泳初賽游出28秒89，刷新蔡曉慧保持的香港紀錄，準決賽再下一城，過關斬將至決賽再推前香港紀錄，以28秒83得第七。同時在100米背泳亦殺入決賽，游出1分02秒22得第八。
及後歐鎧淳到德國進行香港隊集訓，再趕到巴塞隆拿，首次參加世界游泳錦標賽，狀態大勇的歐鎧淳在50米背泳以打破港績的28秒39位列第12，歷史性躋身準決賽，為香港泳壇第一人。準決賽她以28秒33再破港績，得第13名，寫下香港泳手的最好成績。
10月歐鎧淳出戰最後一屆東亞運,在50米背泳以28秒59獲银，並參與全部三項接力，聯同江忞懿、施幸余、于蕙婷、何詩蓓、陳健樂合奪三面銅牌。

### 2014年
2014年3月，作爲四朝元老，歐鎧淳最後一次代表柏克萊大學出戰NCAA D1游泳賽，連戰50碼、100碼、200碼背泳，其中在200碼背泳游出1分53秒39，以第十一名告別大學學界生涯。
6月，歐鎧淳獲委任為第二屆青年奧運會香港區青年大使，於青奧期間帶領香港運動員遠赴南京，參與各項文化及教育活動。8月，歐鎧淳於香港國際公開游泳錦標賽100米背泳決賽游出1分02秒93奪冠，更達到12月世界短池游泳錦標賽的B標，連同50米背泳的達標，她已取得兩張世錦賽入場券。
9月，歐鎧淳代表香港參加2014年仁川亞運，出戰50米、100米、200米背泳、4×100米混合泳接力、4×100米自由泳接力及4×200米自由泳接力六項比賽；於接力項目奪得三面銅牌，兼與施幸余、鄭莉梅、何詩蓓合力打破零九年香港東亞運動會時創下的4×100米自由泳及4×200米自由泳接力香港紀錄。
9月尾，在短池游泳世界盃香港站歐鎧淳在100米背泳游出58秒27，刷新自己去年在亞室運創下的記錄。12月，歐鎧淳出戰卡塔爾多哈世界短池游泳錦標賽，在200米背泳她以2分09秒36把劉彥恩零九年的紀錄推前逾2.5秒，其後在女子50米背泳她更以打破港績的27秒22晉身準決賽，並在準決賽以27秒04再破港績，以第十四名畢業。這也意味著歐鎧淳成功一統六項背泳港績，為繼蔡曉慧後第一人。

### 2015年
2015年1月，歐鎧淳獲香港游泳教練會選為2014年度最佳泳手，連續兩年奪得該獎項。4月，歐鎧淳在長池游泳計時賽200米自由泳游出2分02秒70達奧運B標，並在100米背泳再下一城，以1分01秒79同樣達標。6月，在短池分齡游泳比賽歐鎧淳於200米背泳，以2分08秒08刷新去年12月在多哈世錦賽寫下的香港紀錄，為世界大學生運動會的最後探戈打下强心針。7月，歐鎧淳以三朝元老身份參加韓國光州世界大學生運動會，在女子50米背泳以28秒38勇奪一面銀牌。為繼2009年韋漢娜後再有游泳選手殺入三甲，亦是該屆香港代表團唯一獎牌。
回港後，歐鎧淳在長池分齡游泳賽200米背泳和100米背泳分別游出2分13秒2及1分01秒14，再達奧運B標。至八月初隨港隊起程至俄羅斯喀山參加世界游泳錦標賽，在50米背泳和100米背泳取得第22和第27名，並出戰4×100米混合泳、4×100米自由泳及4×200米自由泳三項接力。其中在4×100米混合泳接力第一棒做出1分00秒95的時間，打破自己保持的香港紀錄。惜在三項接力皆未能打入前十二名，無緣直接晉身奧運會。9月，在游泳世界盃香港站歐鎧淳在50米背泳游出28秒69，屈居第四。

### 2016年
2016年3月在香港短池分齡游泳錦標賽200米背泳賽事，歐鎧淳做出2分06秒93，打破自己去年的紀錄。5月，歐鎧淳在馬來西亞公開賽中與江忞懿、鄭莉梅和施幸余合作出戰女子4×100米混合泳接力賽，游出4分03秒10的時間，在達標期過後該項目世界排名第16位，扣除去年12支在世界游泳錦標賽直通奧運的隊伍後排名第4位，取得里約奧運女子4×100米混合泳接力餘下四個參賽席位之一。歐鎧淳亦在首棒以1分00秒91時間，刷新個人擁有的100米背泳香港紀錄，兩日後歐鎧淳再游出破香港紀錄時間1分00秒48，贏得女子100米背泳冠軍。5月尾在日本游泳公開賽，歐鎧淳先在100米背泳技壓群芳，以1分00秒70封后，再於200米背泳兩破港績，游出2分10秒88取得第2名，改寫劉彥恩的紀錄，煞科日憑28秒53成績，取得50米背泳季軍。
2016年7月1日，歐鎧淳獲行政長官社區服務獎狀，次日因劉彥恩在香港長池分齡游泳賽200米背泳游出2分09秒33，刷新港績兼成功達到奧運A標，歐鎧淳因而無緣參加個人項目，只能出戰混合泳接力。一星期後在里約奧運香港代表團授旗典禮期間，團長霍啟剛宣布由「三朝元老」歐鎧淳擔任開幕禮持旗手。她獲悉後當場哭成淚人，其後表示：「獲委以重任就像發夢一樣，亦相信這會是我運動員生涯以來，最光榮的任務，即使10年過後仍然難忘。」奧運開幕禮上香港代表隊為第92隊進場的隊伍，在持旗手歐鎧淳帶領下進場。其後歐鎧淳與江忞懿、鄭莉梅和施幸余聯手，在女子4×100米混合泳接力以4分03秒85得第14名，與港績僅差0.78秒。

### 2017年
2017年8月底，歐鎧淳出戰第十三屆全國運動會，在50米自由泳預賽游出25秒94晉身準決賽，刷新塵封8年的個人最佳成績。她在100米背泳亦打入準決賽，以1分02秒32獲第十五名，同時也有和其他省市代表參加4×100自由泳接力比賽。兩星期後歐鎧淳再隨港隊遠赴土庫曼阿什哈巴德參加亞室運，出戰全部四項接力並盡數打破港績，合奪兩金兩銀，加上100米背泳游出58秒94封后，令她成為當屆港隊獲最多獎牌的運動員。
回港數天後，歐鎧淳在游泳世界盃香港站主場出擊，在50米背泳決賽以26秒95刷新香港紀錄，獲得銅牌。在男女混合4×50米自由泳及男女混合4×50米混合泳接力接力亦與杜敬謙、施幸余及張健達聯手，再添一銀一銅。而前者也令歐鎧淳保存過的港績項目數增至24項，超越施幸余的23項，成爲香港游泳史上第一人。

### 2018年
2018年8月23日，歐鎧淳與隊友楊珍美、陳健樂及鄭莉梅代表香港在雅加達亞運4×100米混合泳接力賽中游出4分03秒15，本來位列第四，並未得到獎牌。然而排第二和第三的中國和南韓隨即被裁判裁定搶跳犯規並取消資格。最終港隊晉升至第二名得銀牌，而新加坡得銅牌。港隊四女得知此消息後喜極而泣，與新加坡隊員互相擁抱。這亦是香港泳隊自1994年廣島亞運的4x100米自由泳銀牌後，24年以來的最佳亞運成績。歐鎧淳並在首棒游出1分00秒38，打破自己兩年前創下的100米背泳港績。同時在4×100米男女混合泳接力賽她亦連同杜敬謙、林昭光及鄭莉梅大幅推前香港紀錄逾6秒，以3分50秒22得第四。
2018年12月，歐鎧淳與Nike合作，推出鞋款「Steph AM 270」，把100米背泳游出59.99秒的目標刻在鞋的外側，是大中華區首個獲Nike取立創作靈感的女運動員。

### 2019年
2019年6月，歐鎧淳隨港隊參加環地中海游泳系列賽，在摩納哥的首站她在50米背泳游出27秒98，繼4月游出平港績時間後，終於刷新自己6年前在世界游泳錦標賽寫下的香港紀錄。在100米背泳歐鎧淳亦游出1分00秒93，取得銅牌。轉戰法國卡內的第二站後，歐鎧淳在50米背泳游出28秒23，連續兩站摘銅。到在巴塞隆拿舉行的最後一站，歐鎧淳在煞科日以28秒20獲得50米背泳銅牌，出戰全部三站賽事均有獎牌落袋。
7月，歐鎧淳三征世界游泳錦標賽，於4×200米自由泳接力與鄭莉梅、何南慧、何詩蓓合力游出8分04秒98，以第11名奪得奧運會入場券。4X100混合泳接力也和何詩蓓、楊珍美、陳健樂以4分03.52秒排第14，保持以世界排名前16位進軍奧運的希望。惟在100米背泳僅以1分01秒25名列第24，無緣奧運A標。
8月，歐鎧淳在香港公開游泳錦標賽100米背泳決賽造出平季度最佳（SB）的1分00秒81奪金，4日後在游泳世界盃新加坡站，歐鎧淳先在女子50米背泳游出28秒16的成績得亞軍，再於100米背泳以破香港紀錄時間的1分00秒22獲銅牌，達到東京奧運A標，成爲首位第4度出戰奧運會的香港泳手。

### 2020年
2020年5月，在東京奧運因COVID-19延期後，歐鎧淳與《體路》及著名運動攝影師Brian Ching在《我們的WFH》相展合作，表示自己在WFH（Work From Home）空閒中經歷迷失，繼而走過迷失階段，重新認清奮鬥目標不只是奧運，而是衝破100米背泳59秒99的時間，為突破極限繼續努力。10月，歐鎧淳在香港十大傑出青年選舉中獲選，成為繼2014年獲選的蔡曉慧及方力申後，第3位獲選「傑青」的香港泳手。

### 2021年
超過一年半沒有比賽後，歐鎧淳在3月的香港游泳奧運計時賽復出，在50米自由泳以26秒35得第二。4月在第64屆體育節 - 香港長池游泳計時賽II中，歐鎧淳出戰久違的主項100米背泳，只游出1分02秒46。來到5月的香港長池游泳計時賽3，歐鎧淳的100米背泳大幅回復到1分01秒67。至月底的第一組長池分齡游泳賽，更聯同何詩蓓、楊珍美及譚凱琳在4×100米混合泳接力游出4分01秒77，刷新在香港東亞運由蔡曉慧、江忞懿、施幸余及韋漢娜創下，塵封逾11年的香港紀錄。歐鎧淳也在首棒造出1分01秒25的不俗時間，令港隊的奧運排名由第21位升上14，扣除十二支在世界游泳錦標賽獲取資格的隊伍後，成功以第三位坐上東奧尾班車，為女隊第一次在奧運得到全部三項接力資格。 歐鎧淳由十三歲首次打破港績，到近十六年後仍能在二十九歲生日當天再創新猷，堪稱香港泳壇多年來的長青樹。
7月底，在東京奧運中，歐鎧淳參與了100米背泳及4×100公尺自由泳接力。其中在香港泳隊打頭陣的4×100公尺自由泳接力她負責第三棒，與譚凱琳、鄭莉梅以及何南慧合力泅出1分43秒52，位列十五。而100米背泳她游出季度最佳時間的1分01秒07，名列第二十六。歐鎧淳賽後表示時間屬預期之内但非最理想，仍寄望參加2022年的杭州亞運會，繼續征戰沙場。
年尾歐鎧淳第四度參加世界短池游泳錦標賽，在50米、100米背泳分別游出27秒45和59秒58，分別列第18和22，雙雙止步於初賽。但她在及4×200米自由泳接力聯同鄧采淋、施幸余和鄭渝把港績推前近六秒至7分55秒48，以第八名晉級，為香港首次在該項目殺人世錦賽決賽，最後也在決賽得第八。賽後歐鎧淳所打破過的港績項目也增至26項，再一次刷新自己的記錄，同時，她也成爲施幸余後第二位擁有過全部八項女子接力記錄的泳手。在壓軸一日的4×50米自由泳接力中，歐鎧淳與譚凱琳、陳健樂和施幸余合力打入決賽，並在決賽以破香港紀錄的1分39秒35完成，總成績排第八，也是香港隊在該項目的最佳成績。完成賽事後歐鎧淳保持的港績增至18項，超越何詩蓓的17項，成爲港將之冠。

### 2022年
歐鎧淳在完成短池世錦賽後則前往澳洲黃金海岸進行訓練，以備戰9月的杭州亞運。五月她在澳洲游泳錦標賽在100米背泳以游出1分01秒09，為全場第四快的時間。六月，她第四次出戰世界游泳錦標賽，追平劉彥恩和蔡曉慧的記錄，在港將中僅次施幸余的八次。比賽中她在50米和100米背泳分別造出28秒70和1分01秒62，分別位列第20和第21位，也在男女混合4×100米混合泳接力帶領港隊以3分54秒28，第13名完成賽事。
年底，歐鎧淳第五度參加世界短池游泳錦標賽，除主項背泳外，她先後出戰四項接力，其中在男女混合4×50米混合泳接力她與吳欣鍵、施幸余和何甄陶以1分42秒05刷新香港紀錄，成爲繼施幸余後第二位年過三十仍能創下港績的泳手，距離她13歲首破港績更相隔超過十七年，見證這位一代名將由自由泳到背泳，多年來支撐著香港接力的功勞。

### 2023年
7月，歐鎧淳第五次參加世界游泳錦標賽，成爲歷來參賽次數第二多的港將，她在主項的50米和100米背泳都游出比去年快的時間，最後分別以28秒63和1分01秒08排第27和第23位。接力方面她先與鄭莉梅、譚凱琳及何詩蓓出戰4x100米自由泳接力，並以3分39秒93打破自己九年前在仁川亞運有份創下的港績，更在近年集中訓練背泳下仍能造出55秒93的分段時間。其後在壓軸的4x100米混合接力歐鎧淳聯同何詩蓓、譚凱琳及鄭莉梅游出4分04秒89，其中在背泳一棒她游出1分00秒75，為她2019年以來首次游入1分正秒大關，也是她個人第14次，同時也獨據香港女子100背歷來頭24快的時間(她在50背更壟斷了頭31快的時間），足見她近年在背泳的領導地位。

## 游泳紀錄
歐鎧淳共67次打破香港游泳紀錄，包括22次刷新接力港績，現保持17項香港紀錄（曾保持26項）、3項青年紀錄（曾保持13項）、4項15-17歲分齡紀錄（曾保持11項），及曾保持2項13-14歲分齡紀錄和3項11-12歲分齡紀錄。：
|                            |          | 項目                                                                 | 時間     | 比賽日期       |
| 香港紀錄                   | 香港紀錄 | 香港紀錄                                                             | 香港紀錄 | 香港紀錄       |
| -------------------------- | -------- | -------------------------------------------------------------------- | -------- | -------------- |
| 1                          | 短池     | 800米自由泳                                                          | 8:25.47  | 2009年11月22日 |
| 2                          | 短池     | 1,500米自由泳                                                        | 16:35.88 | 2009年2月22日  |
| 3                          | 短池     | 50米背泳                                                             | 26.95    | 2017年9月30日  |
| 4                          | 短池     | 100米背泳                                                            | 58.27    | 2014年9月30日  |
| 5                          | 短池     | 4×50米混合泳接力 （香港隊－歐鎧淳、江忞懿、陳健樂、施幸余）          | 1:48.79  | 2017年9月22日  |
| 6                          | 短池     | 4×50米自由泳接力 （香港隊－譚凱琳、歐鎧淳、陳健樂、施幸余）          | 1:39.35  | 2021年12月21日 |
| 7                          | 短池     | 4×100米混合泳接力 （香港隊－歐鎧淳、葉穎寶、陳健樂、施幸余）         | 3:58.32  | 2017年9月25日  |
| 8                          | 短池     | 4×100米自由泳接力 （香港隊－歐鎧淳、何南慧、黃楚瑩、施幸余）         | 3:40.18  | 2017年9月23日  |
| 9                          | 短池     | 4×200米自由泳接力 （香港隊－鄧采淋、施幸余、鄭渝、歐鎧淳）           | 7:55.48  | 2021年12月20日 |
| 10                         | 短池     | 男女混合4×50米混合泳接力 （香港隊－歐鎧淳、吳欣鍵、施幸余、何甄陶）  | 1:42.05  | 2022年12月14日 |
| 11                         | 長池     | 800米自由泳                                                          | 8:41.66  | 2008年8月14日  |
| 12                         | 長池     | 50米背泳                                                             | 27.98    | 2019年6月8日   |
| 13                         | 長池     | 100米背泳                                                            | 1:00.22  | 2019年8月16日  |
| 14                         | 長池     | 4×100米混合泳接力 （香港隊－歐鎧淳、楊珍美、何詩蓓、譚凱琳）         | 4:01.77  | 2021年5月30日  |
| 15                         | 長池     | 4×100米自由泳接力 （香港隊－鄭莉梅、何詩蓓、譚凱琳、歐鎧淳）         | 3:39.93  | 2023年7月23日  |
| 16                         | 長池     | 4×200米自由泳接力 （香港隊－鄭莉梅、歐鎧淳、施幸余、何詩蓓）         | 8:04.55  | 2014年9月23日  |
| 17                         | 長池     | 男女混合4×100米混合泳接力 （香港隊－歐鎧淳、杜敬謙、林昭光、鄭莉梅） | 3:50.22  | 2018年8月22日  |
| 曾保持香港紀錄             |          |                                                                      |          |                |
| 1                          | 短池     | 200米自由泳                                                          | 2:00.36  | 2008年4月13日  |
| 2                          | 短池     | 400米自由泳                                                          | 4:05.83  | 2009年11月21日 |
| 3                          | 短池     | 200米背泳                                                            | 2:06.93  | 2016年3月12日  |
| 4                          | 短池     | 400米個人混合泳                                                      | 4:52.09  | 2008年2月24日  |
| 5                          | 短池     | 男女混合4×50米自由泳接力 （香港隊－杜敬謙、張健達、歐鎧淳、施幸余）  | 1:32.79  | 2017年10月1日  |
| 6                          | 長池     | 200米自由泳                                                          | 2:00.85  | 2008年8月11日  |
| 7                          | 長池     | 400米自由泳                                                          | 4:13.81  | 2007年11月17日 |
| 8                          | 長池     | 1500米自由泳                                                         | 17:04.33 | 2008年7月27日  |
| 9                          | 長池     | 200米背泳                                                            | 2:10.88  | 2016年5月22日  |
| 青年紀錄（16歲以下）       |          |                                                                      |          |                |
| 1                          | 短池     | 100米背泳                                                            | 1:01.39  | 2007年10月31日 |
| 2                          | 長池     | 400米自由泳                                                          | 4:13.81  | 2007年11月17日 |
| 3                          | 長池     | 800米自由泳                                                          | 8:50.21  | 2007年8月31日  |
| 曾保持青年紀錄（16歲以下） |          |                                                                      |          |                |
| 1                          | 短池     | 200米自由泳                                                          | 2:00.36  | 2008年4月13日  |
| 2                          | 短池     | 400米自由泳                                                          | 4:10.80  | 2008年3月16日  |
| 3                          | 短池     | 800米自由泳                                                          | 8:41.12  | 2007年12月2日  |
| 4                          | 短池     | 1,500米自由泳                                                        | 16:41.27 | 2008年2月24日  |
| 5                          | 短池     | 50米背泳                                                             | 29.00    | 2007年10月31日 |
| 6                          | 短池     | 200米個人混合泳                                                      | 2:18.02  | 2008年1月13日  |
| 7                          | 短池     | 400米個人混合泳                                                      | 4:52.09  | 2008年2月24日  |
| 8                          | 長池     | 200米自由泳                                                          | 2:02.40  | 2007年11月17日 |
| 9                          | 長池     | 1500米自由泳                                                         | 17:52.20 | 2005年7月31日  |
| 10                         | 長池     | 50米背泳                                                             | 30.28    | 2007年11月18日 |
| 分齡紀錄（15-17歲）        |          |                                                                      |          |                |
| 1                          | 短池     | 800米自由泳                                                          | 8:25.47  | 2009年11月21日 |
| 2                          | 短池     | 1,500米自由泳                                                        | 16:35.88 | 2009年2月22日  |
| 3                          | 長池     | 400米自由泳                                                          | 4:13.81  | 2007年11月7日  |
| 4                          | 長池     | 800米自由泳                                                          | 8:41.66  | 2008年8月14日  |
| 曾保持分齡紀錄（15-17歲）  |          |                                                                      |          |                |
| 1                          | 短池     | 200米自由泳                                                          | 2:00.36  | 2008年4月13日  |
| 2                          | 短池     | 400米自由泳                                                          | 4:05.83  | 2009年11月22日 |
| 3                          | 短池     | 100米背泳                                                            | 1:01.39  | 2007年10月31日 |
| 4                          | 短池     | 400米個人混合泳                                                      | 4:52.09  | 2008年2月24日  |
| 5                          | 長池     | 100米自由泳                                                          | 56.22    | 2009年10月24日 |
| 6                          | 長池     | 200米自由泳                                                          | 2:00.85  | 2008年8月11日  |
| 7                          | 長池     | 1500米自由泳                                                         | 17:04.33 | 2008年7月27日  |
| 曾保持分齡紀錄（13-14歲）  |          |                                                                      |          |                |
| 1                          | 短池     | 1500米自由泳                                                         | 16:59.72 | 2007年2月11日  |
| 2                          | 長池     | 1500米自由泳                                                         | 17:52.20 | 2005年7月31日  |
| 曾保持分齡紀錄（11-12歲）  |          |                                                                      |          |                |
| 1                          | 短池     | 100米自由泳                                                          | 59.43    | 2005年2月20日  |
| 2                          | 長池     | 50米背泳                                                             | 31.66    | 2005年4月23日  |
| 3                          | 長池     | 200米背泳                                                            | 2:24.16  | 2005年4月24日  |

## 榮譽
- 2006年 亞太分齡游泳錦標賽十四歲以下傑出泳員
- 2007年 香港游泳教練會最佳進步獎
- 2007年 中銀香港傑出青少年運動員
- 2007年 第7屆香港十大傑出少年
- 2007年 香港國際公開游泳錦標賽最佳女泳員獎
- 2008年 香港游泳教練會最佳進步獎
- 2008年 中銀香港傑出青少年運動員
- 2009年 香港傑出學生
- 2010年 長池分齡游泳賽最佳女泳員獎
- 2012年 香港體育節游泳計時賽最佳女泳員獎
- 2013年 香港國際公開游泳錦標賽最佳女泳員獎
- 2013年 香港游泳教練會最佳女泳員獎
- 2014年 南京青年奧運會大使
- 2014年 香港游泳教練會最佳女泳員獎
- 2014年 長池分齡游泳賽最佳女泳員獎
- 2014年 長池分齡游泳賽最高積分獎

## 曾參與賽事及獎項
- 2004年 學界埠際賽
- 2005年 昆士籣分齡錦標賽
- 2005年 亞太分齡錦標賽
- 2005年 世界盃短池賽(南韓站)
- 2006年 昆士籣分齡錦標賽
- 2006年 亞洲學生游泳錦標賽
- 2007年 游泳教練會最有進步女泳員
- 2007年 香港傑出青少年運動員
- 2007年 城市運動會
- 2007年 澳門亞洲室內運動會
- 2008年 香港傑出少年獎
- 2008年 香港傑出少年
- 2008年 游泳教練會最有進步女泳員
- 2008年 香港傑出青少年運動員
- 2008年 曼徹斯特世界短池游泳錦標賽
- 2008年 北京奧運會
- 2009年 新加坡亞洲青年運動會
- 2009年 山東第十一屆全國運動會
- 2009年 世界盃短池賽(新加坡站)
- 2009年 香港東亞運動會
- 2009年 香港傑出學生獎
- 2010年 廣州亞運會
- 2011年 深圳世界大學生運動會
- 2012年 倫敦奧運會
- 2013年 俄羅斯喀山世界大學生運動會
- 2013年 巴賽隆那世界長池游泳錦標賽
- 2013年 仁川亞洲室內運動會
- 2013年 天津東亞運動會
- 2013年 游泳教練會最佳女泳員
- 2014年 仁川亞運會
- 2014年 世界盃短池賽(香港站)
- 2014年 多哈世界短池游泳錦標賽
- 2014年 游泳教練會最佳女泳員
- 2014年 南京青年奧運會大使
- 2014年 長池分齡游泳賽最佳女泳員獎
- 2014年 長池分齡游泳賽最高積分獎
- 2015年 韓國光州世界大學生運動會
- 2015年 俄羅斯喀山世界游泳錦標賽
- 2016年 里約奧運會
- 2017年 阿什哈巴德亞洲室內暨武藝運動會
- 2018年 雅加達亞運
- 2018年 杭州世界短池游泳錦標賽
- 2019年 光州世界游泳錦標賽
- 2021年 東京奧運會

## 軼事

### 參加渣打香港馬拉松遭取消資格
歐鎧淳及其男友胡子彤於2019年一同參加渣打香港馬拉松十公里賽事。她屬於「G組」，開跑時間應為當天的早上6時15分；其男友胡子彤屬的K組，開跑時間應為當天的早上早上7時45分。渣馬大會設有不同的檢查點（Checkpoint），過了若干時間抵達，便不能繼續賽事。惟歐鎧淳及其男友胡子彤分別所屬的組別，時間差距尤大，無可能在8時56分同時間完成賽事，有網民質疑歐鎧淳已違規，並不滿歐鎧淳身為香港運動員「知法犯法」，帶頭違反體育精神。更有人質疑渣馬大會基於歐鎧淳是香港著名運動員，抱著光環，故給予對方特權，對其他運動員不公平。渣馬大會指歐鎧淳已遭「取消資格」，並不會紀錄成績及獲頒證書或獎項。

## 影視作品
- 《春嬌救志明》
- 《守護神之保險調查》
- 張敬軒 《不同班同學》MV （可能是粵語流行音樂MV史上首個表演游泳而沒有談情的女主角）

## 著作
- 《淳分享》（ISBN：978-988-8395-58-3）（天窗出版社）(中國大陸簡體中文版本由廣東南方出版傳媒廣東人民出版社2020年5月引進出版)

## 外部連結
- 歐鎧淳的Facebook專頁
- 歐鎧淳的Instagram帳戶
- 歐鎧淳的新浪微博
- 歐鎧淳的個人簡介（hkswim.com） （页面存档备份，存于）
- 歐鎧淳新聞剪輯（hkswim.com） （页面存档备份，存于）